# Emily Howland
Emily Howland est une américaine née le 20 novembre 1827 dans une ferme à proximité de Sherwood, New York (en) dans le comté de Cayuga dans l'État de New York et morte le 29 juin 1929 à Sherwood, elle est une quaker, enseignante, réformatrice sociale, suffragette, mécène, philanthrope et pacifiste.
Emily Howland fait partie des amies de Susan B. Anthony et de Elizabeth Cady Stanton.
Elle est également membre de la Woman's Christian Temperance Union, porte parole de la National Woman Suffrage Association, présidente de la section de la  National Union of Women's Suffrage Societies du comté de Cayuga.
Emily Howland est la première femme à être nommée au poste de directrice d'une banque, dans l'État de New York et la première femme à laquelle l'université d'État de New York à Albany décerne un doctorat honoris causa.

## Biographie

### Jeunesse et formation
Emily Howland est la seule fille et la seconde des trois enfants de Slocum Howland et de Hannah Talcott épouse Howland, ses deux frères se nomment William et Benjamin. Ses deux parents descendent de migrants quakers qui, au début du XVII° siècle, ont fuit le royaume d’Angleterre pour s'installer dans la Nouvelle Angleterre. On retrouve la trace de ses ancêtres qui se sont fait remarquer durant la guerre d'indépendance des États-Unis. En 1798, Benjamin Howland quitte la ville de Dartmouth, dans l'État du Massachusetts pour s'implanter aux abords de la frontière occidentale de l'État de New York. Son fils Slocum Howland y devient un riche propriétaire foncier et un négociant qui spécule sur les cours des grains, de la viande de porc et de la laine. Sa mère Hannah Howland l'élève dans la stricte tradition des quakers mais avec douceur et tendresse,,,.

#### Le quakerisme
La jeune Emily Howland est profondément marquée par la dévotion de ses grands parents maternels, Sarah Hawkshurst épouse Talcott est une ministre quaker réputée, de son côté Joseph Talcott est connu pour ses positions abolitionniste, de réforme sociale, pacifiste et soucieux du sort des amérindiens. De son éducation religieuse, Emily Howland garde du quakerisme la simplicité dans tous les domaines que ce soit dans la manière de s'habiller ou de parler ainsi de la croyance en la Inward light (en) qui se traduit par « lumière intérieure ».

#### Scolarité

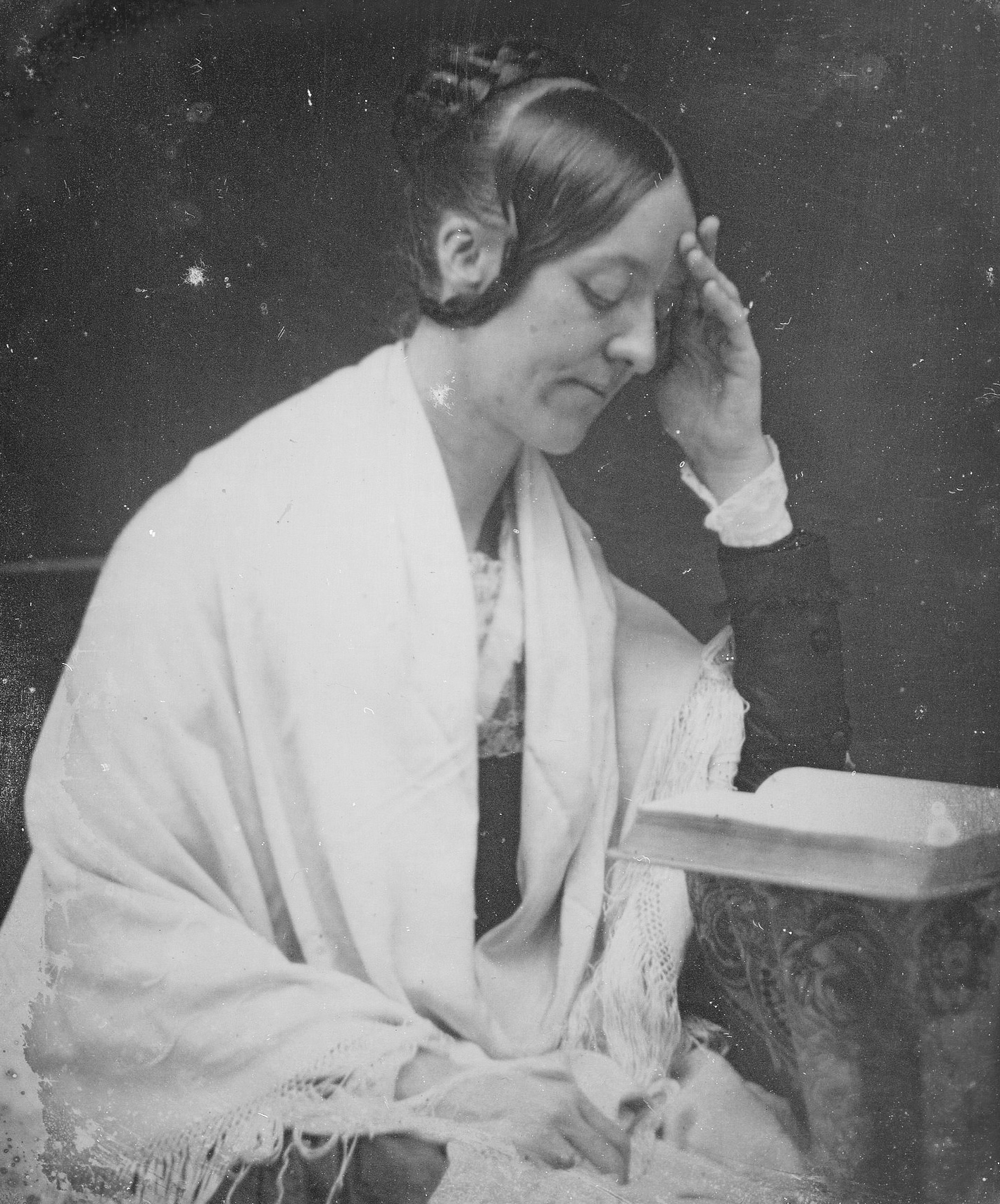
Daguerréotype de Margaret Fuller réalisé par John Plumbe, Jr en 1846.

##### Susanna Marriot
Emily Howland, suit ses études primaires, dans un pensionnat situé à Aurora sur les rives du Lac Cayuga, elle y bénéficie de l'enseignement de Susanna Marriot qui lui transmet les valeurs d'un quakerisme vivant. Plus tard, Emily Howland compare Susanna Marriot à Margaret Fuller. Tout comme son père, Susanna Marriot possède une riche bibliothèque de livres et de journaux abolitionnistes qu'elle met en location.
Bien que jeune, Emily Howland se rend à des conventions antiesclavagistes, lors des repas, elle écoute les paroles de ces militants.

##### Poplar Ridge

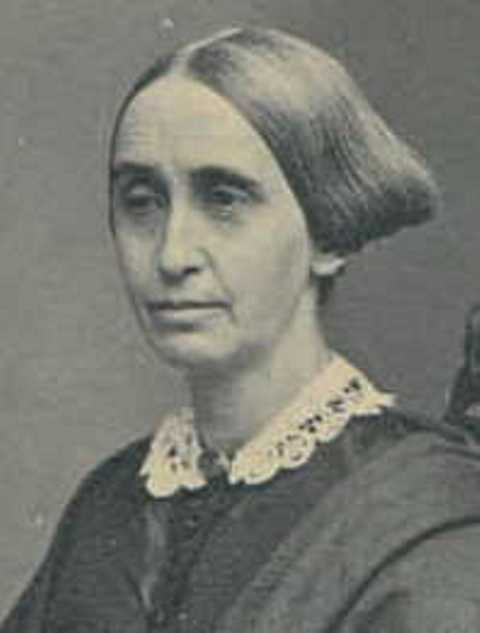
Photographie de Mary Grew.

Emily Howland suit ses études secondaires à un séminaire féminin situé à Poplar Ridge, New York (en). Elle y connait une liberté qu'elle n'a jamais connue auparavant. En 1844, Emily Howland et trois de ses condisciples écrivent et signent une lettre ouverte à l'attention du Parti whig local par laquelle elles prennent la défense de Henry Clay qui veut mettre fin à l'esclavage. Ayant appris les positions de sa fille, Slocum Howland  envoie sa fille à la Young Ladies' Academy of Philadelphia (en), puis dans un établissement géré par Mary Grew (en), cette dernière est connue pour ses positions féministes et abolitionnistes et être une proche de Charles Burleigh (en) un abolitionniste notoire. Dans cet établissement, Emily Howland assiste à des conférences données par des quakers et des abolitionnistes comme Lucretia Mott, James Mott (en), Sarah Pugh (en) et Sallie Holley. Grâce à Mary Grew et Charles Burleigh, Emily Howland conforte ses convictions féministes et abolitionnistes,.
Les femmes du cercle de Mary Grew, portent le bloomer pour se distinguer et d'affirmer leur indépendance en tant que femmes. On ne sait si Emily Howland a revêtu le bloomer

##### La rupture
Slocum Howland met fin aux études de sa fille Emily Howland alors qu'elle est âgée de seize ans, sous le prétexte qu'elle doit prendre en charge les tâches ménagères de la résidence familiale, sa mère gravement malade n'étant plus en état de les assumer. Elle continue tout de même à garder et continuer ses études  pour la littérature française, la peinture et l'art floral. Dans une lettre qu'elle signe Emily Howling (« Emily la hurlante ») elle écrit « Je suis pareille à une cloche qui ne peut sonner »,,,.

### Carrière

#### L'abolitionniste

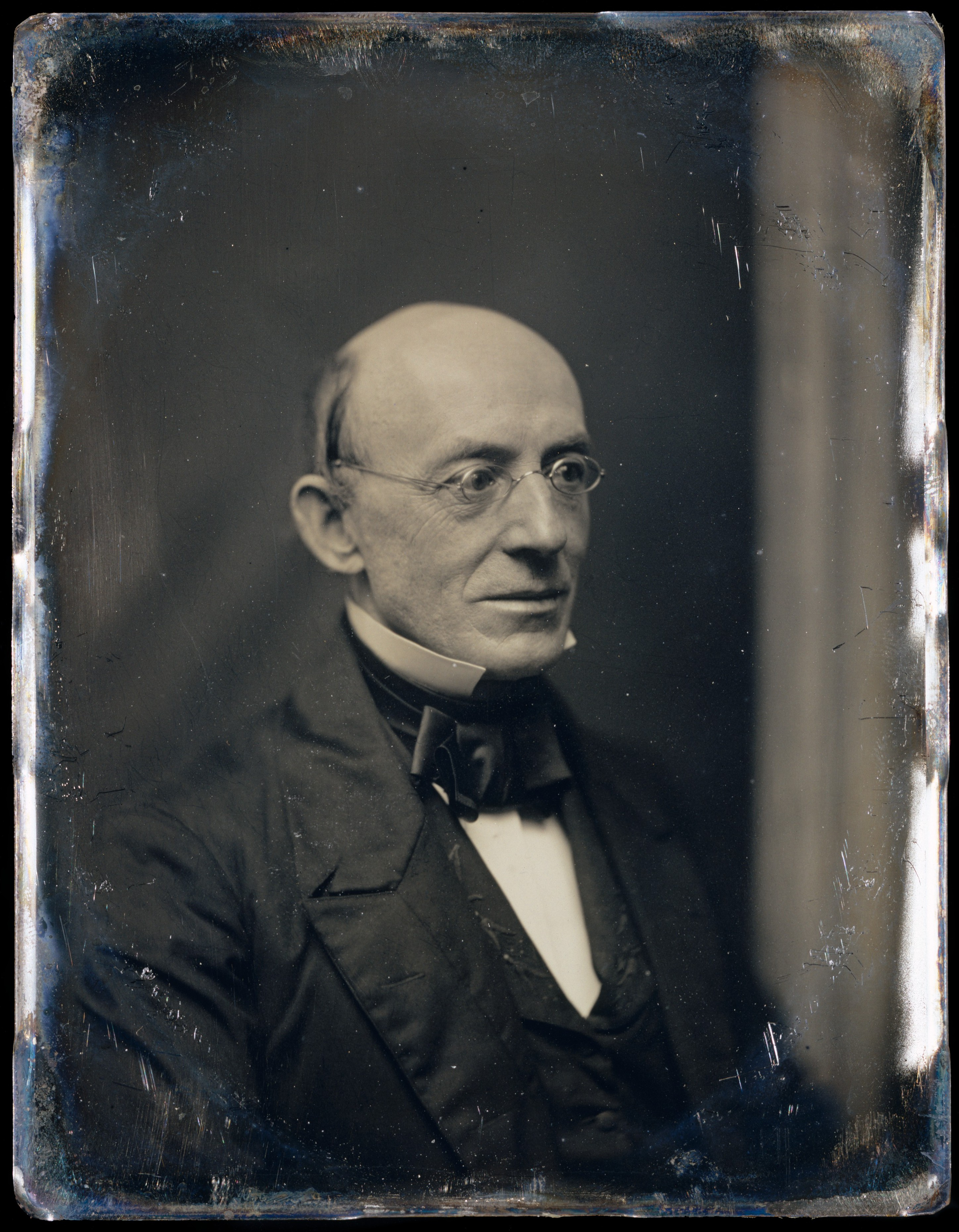
Photographie de William Lloyd Garrison.

Emily Howland sort de son ennui en se joignant à la cause abolitionniste. Son père fait partie des proches de William Lloyd Garrison, qui se rend régulièrement à la résidence de Sherwood. La propriété familiale, dès les années 1850, est une des étapes du Chemin de fer clandestin, ses grands parents maternels lui ont transmis le soutien à la cause antiesclavagiste, elle même lit les articles du Liberator, qui prônent l'abolition de l'esclavage et plus généralement la littérature abolitionniste,.
Emily Howland, accompagnée de son, père assiste régulièrement à des conventions abolitionniste. Parallèlement elle prend fait et cause pour soutenir le droit de vote des femmes, le développement de l'éducation et la promotion de la paix,.

#### Philadelphie
À partir de 1851, Emily Howland loge dans une pension de famille à Philadelphie ; là elle suit plusieurs conférences données au Woman's Medical College of Pennsylvania et approfondit sa maîtrise du latin, de l'allemand et de la botanique. Elle adhère à la section locale de l'Ethical Union et celle de l'American Moral Reform Society.

#### L’adhésion à l'unitarisme
Régulièrement depuis le début des années 1850, Emily Howland en compagnie de Mary Reed écoute des discours prononcés par Samuel Longfellow (en), Henry Ward Beecher, William Ellery Channing et Wendell Phillips, discours qui peu à peu l'amènent à prendre de la distance vis à vis du quakerisme pour se rapprocher de l'unitarisme.

#### La cause féministe

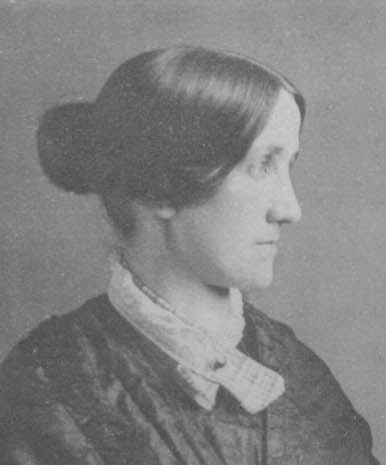
Portrait photographique de Sallie Holley.

À Philadelphie, Emily Howland écoute les conférences données par Gerrit Smith, Caroline F. Putnam (en) et Sallie Holley qui lient la cause l'abolition à celle du droit des femmes, tous font partie d'un groupe animé par Mary Grew.
Sallie Holley est une représentante de la New England Anti-Slavery Society (en), elle donne des conférences sur l’ensemble du pays de la côte est à la côte occidentale, elle écrit de nombreux articles dans les colonnes du Liberator et du National Anti-Slavery Standard.

#### LaNormal School for Colored Girls

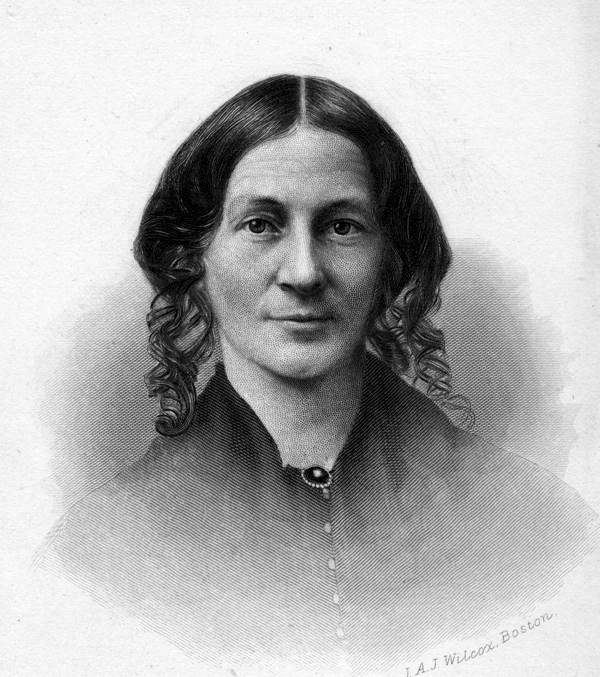
Portrait de Myrtilla Miner, réalisé par J. A. J. Wilcox.

En 1856, Emily Howland rend visite à Myrtilla Miner alors qu'elle est de passage à Philadelphie. À la suite de quoi, faisant fi des conseils qui la mettent en garde, Emily Howland part le 28 octobre 1856 pour se rendre à Washington (district de Columbia) afin de se porter volontaire en tant qu'enseignante au sein de la Normal School for Colored Girls fondée par Myrtilla Miner. Lorsque cette dernière tombe malade en 1856, Emily Howland reprend la direction de l'école assistée par une Afro-Américaine. Elle entame des relations amicales avec plusieurs élèves et échangera avec elles une correspondance pendant des dizaines d'années,,.
Lors de sa période d'enseignement à la Normal School for Colored Girls, Emily Howland fait l’expérience de l'hostilité des Blancs à son endroit.

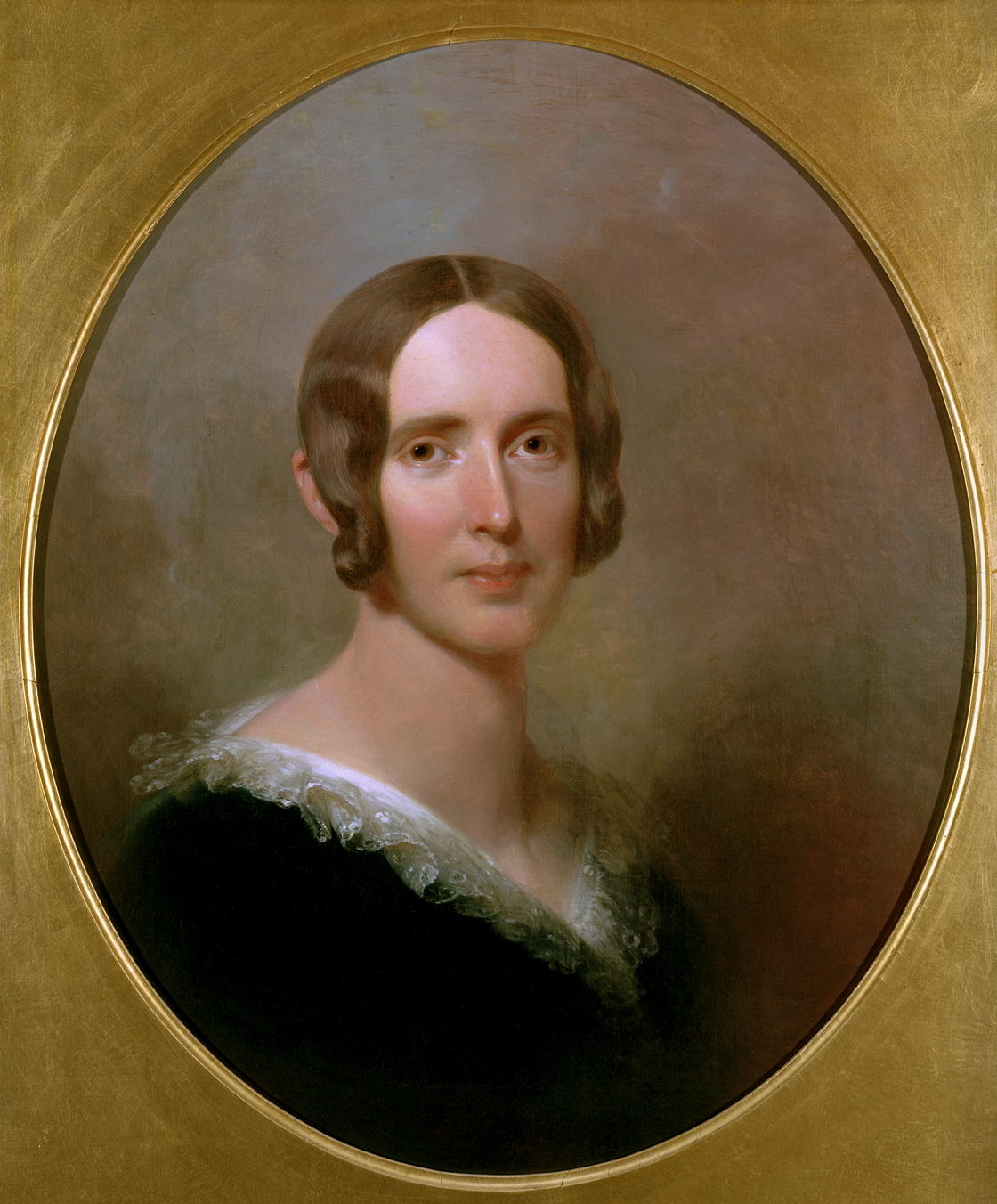
Portrait de Frances Seward par le peintre Henry Inman.

Emily Howland reçoit le soutien de Frances Seward, l'épouse du très influent sénateur de New York, William Henry Seward, ce dernier lui fait rencontrer de nombreuses personnalités dirigeantes présentes à Washington (district de Columbia).

#### Le retour à Sherbrooke et la guerre de Sécession

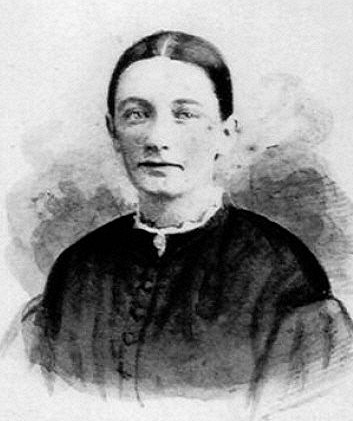
Portrait de Cornelia Hancock par gravure.

En 1859, Emily Howland  retourne à Sherbrooke, transformée par son expérience d’enseignante à la Normal School for Colored Girls.
Quand, durant la guerre de Sécession, en 1863, le président des États-Unis Abraham Lincoln promulgue la Proclamation d'émancipation, Emily Howland retourne à Washington (district de Columbia) et se porte volontaire pour être à la fois enseignante et infirmière dans un camp de réfugiés, le Camp Barker, quand ce camp ferme elle rejoint le Camp Todd à Arlington. Elle y fait la connaissance de Cornelia Hancock (en) qui elle aussi y intervient en tant qu'infirmière, toutes deux deviennent des amies,,.

#### L'école de Heathsville

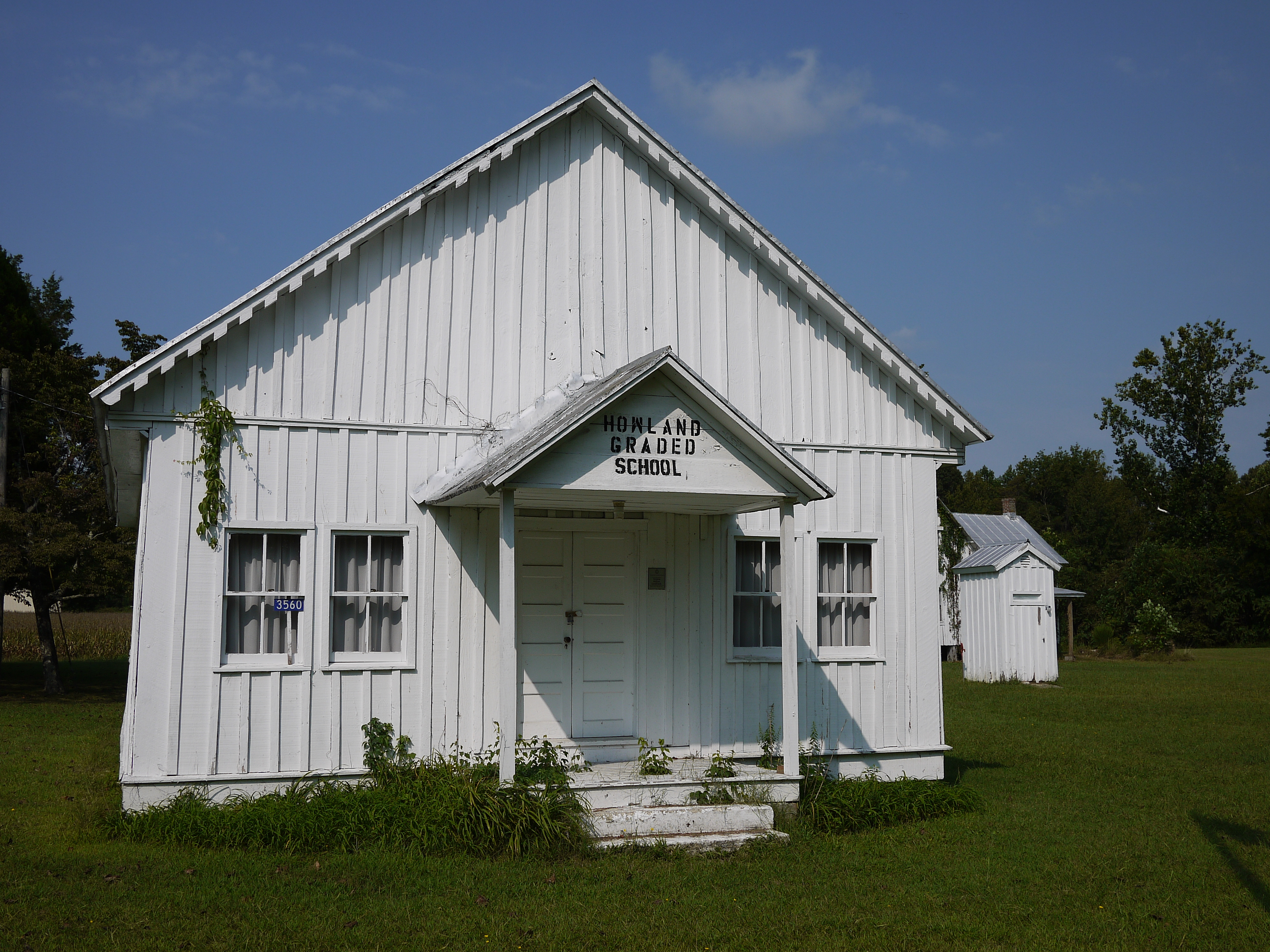
Photographie de la Howland Chapel School.

En 1866, à la fin de la guerre de Sécession, Emily Howland convainc son père d'acheter un terrain de 400 acres, à  Heathsville dans le comté de Northumberland, dans l’État de Virginie et à l'embouchure du Potomac. Elle y fait construire une école la Howland Chapel School (en)qu'elle ouvre en 1867 école à destination des esclaves émancipés, et parallèlement elle invite ces mêmes émancipés à s’y installer et construire des fermes. Emily Howland appelle ce projet « Arcadia », une terre promise pour ceux qui y viennent,.
La Howland Chapel School est une des toutes premières écoles ouvertes à la fois aux enfants pauvres Blancs ou Noirs. Cet établissement est à l'abri de toutes menaces sectaires, policières ou politiques car construit sous la houlette de son père Slocum Howland,.

#### L’héritière
Quand sa mère Hannah Howland meurt en décembre 1867, Emily Howland doit s’occuper de son père et de la gestion et de l'entretien de leur résidence de Sherwood. Lorsque son père décède en 1881, elle reçoit en héritage deux fermes, une résidence en Virginie et celle de Sherwood,.
À partir de 1890, Emily Howland devient membre du conseil d'administration de l'Aurora National Bank d'Aurora dans l'État de New York ce qui lui permet de gérer au mieux son héritage.

#### La mécène

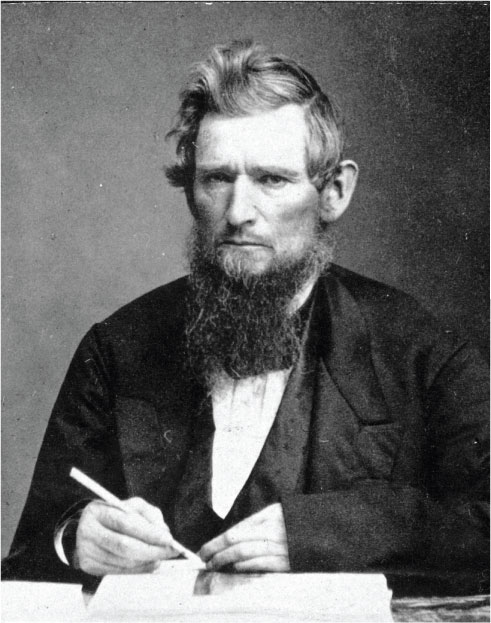
Photographie de Ezra Cornell.

Grâce à son héritage, Emily Howland finance en 1882 un agrandissement de l'école de Sherwood fondée par les Quakers en 1871. Soucieuse de l’instruction des jeunes filles elle finance des bourses d'études, des prêts étudiants. Elle presse également Ezra Cornell pour qu'il la mixité au sein de l'université Cornell qu'il a fondée à Ithaca dans l'État de New York.

#### Financement et engagements féministes et antiségrégationniste
Amie de Susan B. Anthony, Emily Howland finance la National American Woman Suffrage Association et donne des conférences en son nom. 

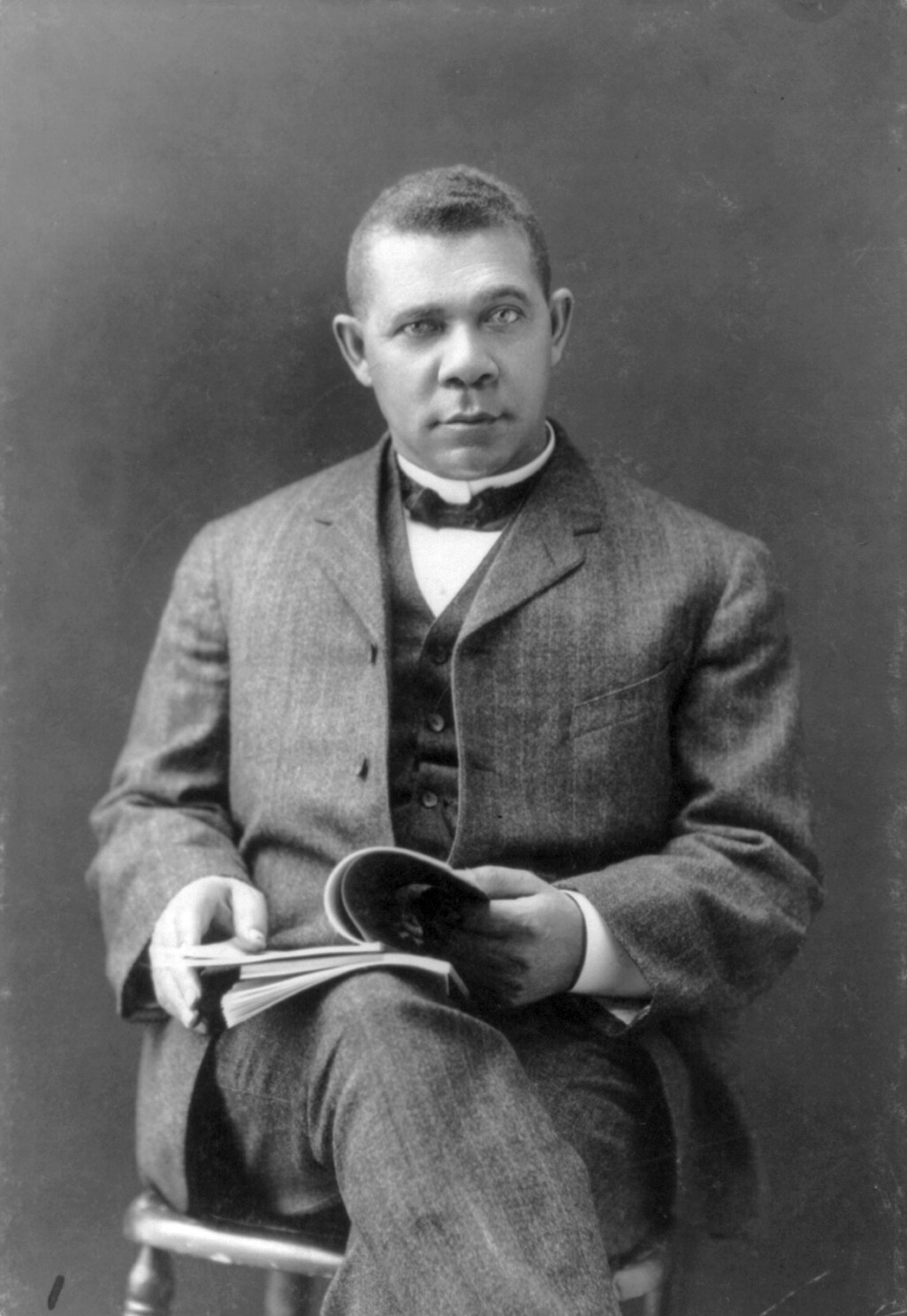
Photographie de Booker T. Washington prise en 1903

Elle continue de soutenir, de financer, créer des établissements d'enseignement pour les jeunes afro-américains, elle finance des jeunes afro-américaines pour qu'elles puissent suivre des études à l'université Howard, où elle donne des conférences.
Sur la suggestion d'Emily Howland, Caroline F. Putnam (en) et Sallie Holley ouvrent la Holley Graded School (en) à Lottsburg, Virginia (en), établissement ouvert pour les jeunes afro-américains.

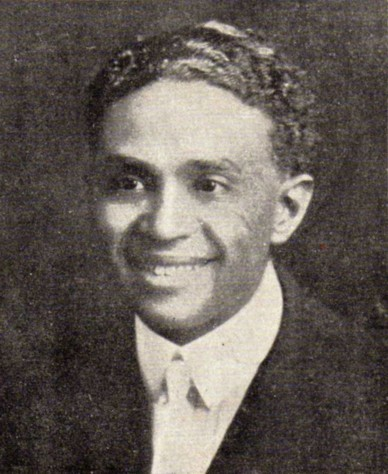
Photographie de Laurence C. Jones.

Outre le financement de la Holley Graded School, Emily Howland fait des dons réguliers à un trentaine d'autres établissements. Elle est très curieuse de ce qui se passe au Tuskegee Institute fondé par Booker T. Washington dont elle devient une amie et à la Piney Woods Country Life School (en) fondée et dirigée par Laurence C. Jones (en),.

#### La fin
Avec l'âge Emily Howland devient sourde et éprouve des difficultés à se déplacer, mais cela n'entache point sa vivacité d'esprit et ses la continuité de ses actions et engagements.

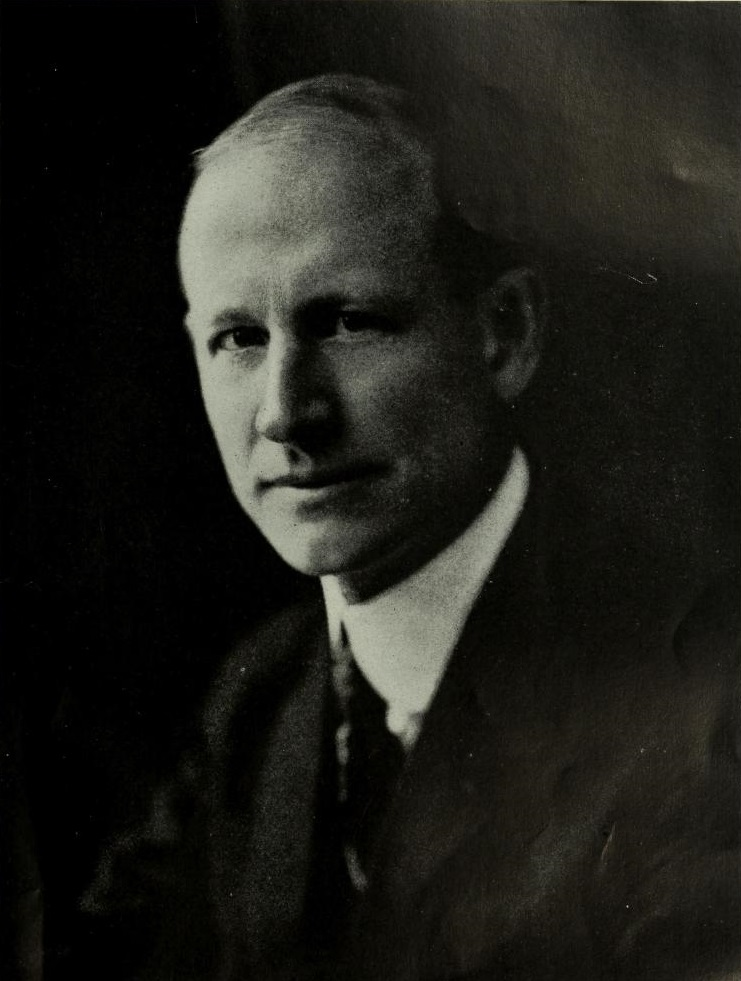
Photographie de Frank Pierrepont Graves.

À ses 99 ans, en octobre 1926, Frank Pierrepont Graves (en), le Commissioner of Education of the State of New York (en) (Commissaire à l’éducation de l’État de New York ) invite Emily Howland  à se rendre à l'université d'État de New York à Albany où on lui décerne pour ses contributions à l'éducation, un Doctorat honoris causa. Elle est la première femme à être honorée de cette façon par l'université d'État de New York à Albany. Sont présents lors de la cérémonie ses amis et les enseignants des écoles qu'elle a financées,.
Emily Howland meurt âgée de 101 ans, ses funérailles sont célébrées dans sa résidence de Sherwood, puis elle est inhumée dans le caveau familial de Sherwood. Par son testament elle lègue sa fortune estimée à 239 000 $ à des établissements scolaires et des institutions caritatives,,.

## Archives
Les archives de  Emily Howland sont déposées et consultables auprès du département des archives de l'université Cornell et auprès de la National Archives and Records Administration.

## Hommages et distinctions
En 1927, la Sherwood Select School, un établissement d'enseignement secondaire fondé en 1871 par les quakers est rebaptisée la Emily Howland High School.
En 1926, l'université d'État de New York lui confère le grade de docteur honoris causa en littérature, c'est la première femme à obtenir ce titre.
En 2021, cérémonie d'entrée de Emily Howland au musée qui célèbre la mémoire des américaines remarquables, le National Women's Hall of Fame.